# Alonso de Saravia

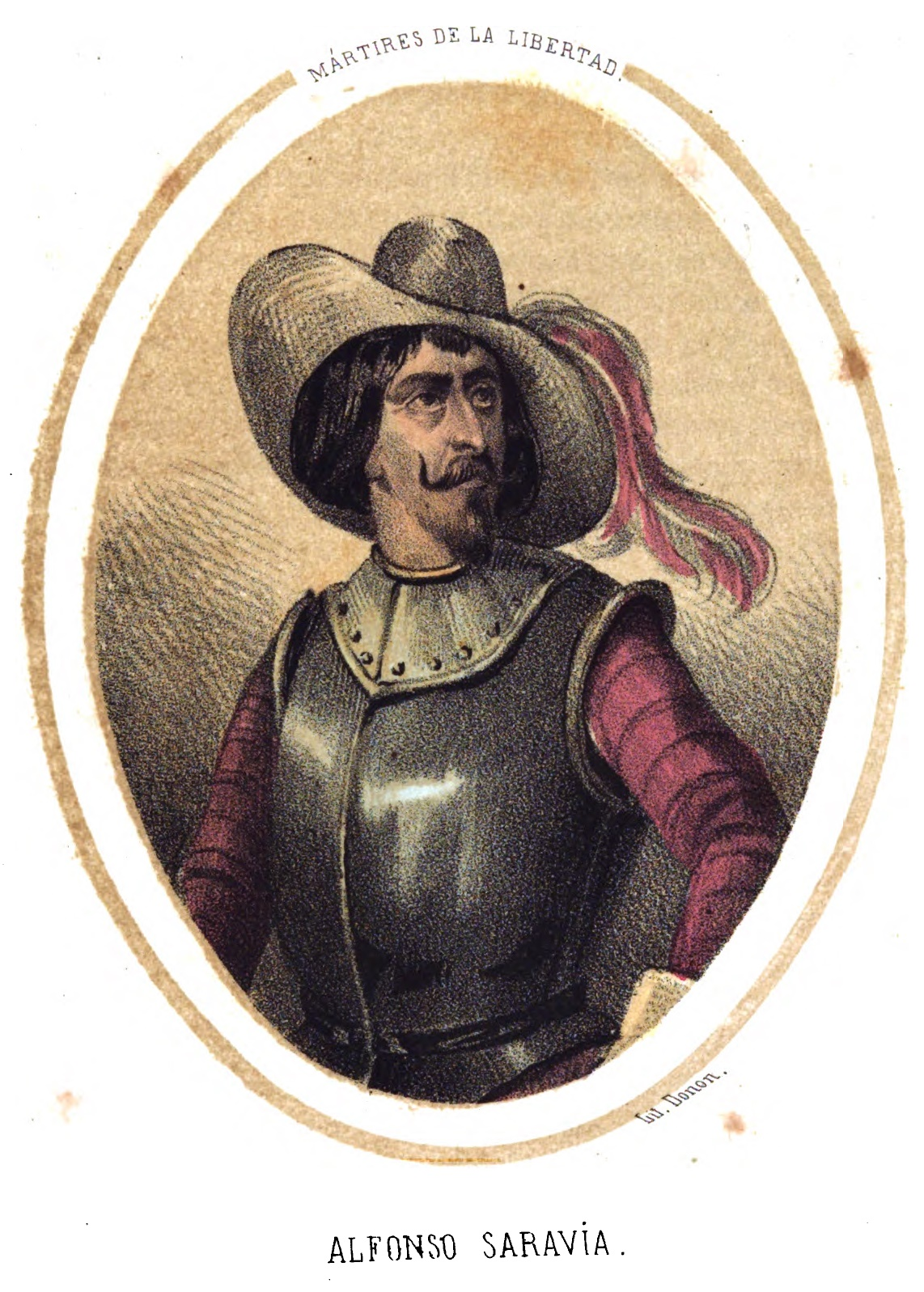
Retrato ficticio de Alonso de Saravia según una ilustración de Los mártires de la libertad española, o sea historia de las personas notables del partido liberal de nuestro país que han perecido en el cadalso, de Victoriano Ameller y Mariano Castillo, Madrid, Imprenta de Luis García, 1853. Biblioteca Nacional de España.

Alonso de Saravia o Sarabia fue uno de los cabecillas de la revuelta comunera en Valladolid, representante de la ciudad en la Santa Junta y miembro del consejo de guerra, ejecutado en Burgos el 19 de agosto de 1521, tras la victoria del bando realista.

## Biografía
Descendiente de judeoconversos tanto por línea paterna como por línea materna, pertenecía a la familia de los Cartagena de Burgos y a los Franco de Valladolid, ambas bien conocidas familias conversas. Por su posición social y mediana fortuna —con buenas casas en la ciudad y un modesto señorío en Palacios de Río Pisuerga con derechos de tributación sobre treinta vasallos— se incardina en la media nobleza urbana. Hijo menor de García Franco, del Consejo real y contador mayor de cuentas, quien, desde 1465, venía desempeñando el cargo de regidor de Valladolid, en 1489 —cuando tendría alrededor de treinta años— fue asentado contino real, oficio en el que también habían servido dos de sus hermanos mayores: Pedro de Cartagena, fallecido en 1486 en el «combate del arrabal de Loja», durante la guerra de Granada, y Francisco. Como contino, con un sueldo de 40 000 maravedíes, Alonso de Saravia se incorporó en 1495 a la capitanía de los continos y prestó servicio de armas en la guerra del Rosellón en 1503, para pasar a desempeñar el corregimiento de Logroño y, finalmente, incorporarse a la corte como maestresala del señor infante don Fernando, oficio en el que aparece documentalmente consignado en 1518, hasta su despido en enero de 1521 por su adscripción al bando comunero en la Guerra de las Comunidades de Castilla.
La noticia del incendio de Medina del Campo por Antonio de Fonseca y Ayala sirvió de detonante para la incorporación de Valladolid al movimiento rebelde. Solo un día después, el 22 de agosto de 1520, la «gente de la comunidad», alborotada con la noticia, saqueó e incendio la casa de María Sarmiento, suegra de Fonseca, a la que siguieron asaltos a las casas de los procuradores en Cortes que habían aprobado el subsidio.
El 24 se reunió por primera vez la junta vallisoletana con autorización del gobernador Adriano de Utrecht, a quien se había tenido la precaución de solicitar permiso. Saravia y otros ricos caballeros prestaron en ella juramento para la guarda de las puertas de la ciudad e inmediatamente se alineó con los defensores de las posturas más radicales en el seno de una junta dividida entre los más decididamente rebeldes y quienes buscaban una aproximación al bando realista. A últimos de agosto fue designado procurador en representación de la ciudad en la Junta de Tordesillas, junto con el regidor Jorge de Herrera y Alonso de Vera, que se presentaba como «uno del pueblo e de la comunidad d'esta villa». La división en el seno del gobierno municipal no hizo sino ahondarse en los meses sucesivos y estalló el 24 de octubre cuando dos cabecillas del bando popular fueron ahorcados por conspirar contra el infante Juan de Granada, descendiente de uno de los últimos emires granadinos, que había sido elegido capitán de la villa por once de las catorce cuadrillas urbanas pese a ser considerado, con el procurador Jorge de Herrera, enemigo de la Santa Junta y de sus acuerdos. Vera fue desposeído del cargo de procurador y a Saravia se le abrieron pesquisas por «ciertas cosas que [...] avía hecho en deserviçio d'esta villa», que podrían haber consistido en la apropiación de algún dinero. Pero el apoyo popular tanto como el de la Santa Junta a Vera y Saravia logró finalmente revertir la situación y el 11 de noviembre, tras un vibrante discurso de Vera desde el púlpito de la colegiata de Santa María la Mayor, Pedro Girón, capitán del ejército rebelde, pudo entrar en Valladolid, que se iba a convertir desde ese momento en uno de los más firmes bastiones comuneros. Vera y Saravia recuperaron sus cargos de procuradores con amplios poderes.
La nueva Junta, establecida a partir de diciembre en Valladolid al haber caído Tordesillas en poder de los realistas, le encomendó negociar las condiciones de los préstamos y otras tareas hacendísticas. Entró además a formar parte del «Consejo de guerra» encargado de reorganizar el ejército comunero, con Juan de Padilla, Juan de Zapata y el procurador toledano Pedro de Ayala. Por razón de estos cargos se ocupó del reclutamiento de tropas en Palencia y Dueñas y de su financiación y, al mismo tiempo, fue comisionado por la Junta para establecer contacto con el nuncio papal, Vianesio Albergati, y el embajador portugués a quienes, con el general de la orden dominica, el almirante Fadrique Enríquez de Velasco había otorgado poderes para negociar una tregua. En febrero asumió funciones militares como capitán de las cinco banderas viejas de Valladolid, a las que el 6 de abril, por mandato de la Junta, sacó de Torrelobatón para conducirlas a Dueñas, donde se unirían al ejército por él reclutado, formado, según Pedro Mártir de Anglería, por «mil doscientos campesinos, más aptos para el azadón y el marro que para las armas».
Tras la derrota de Villalar (23 de abril de 1521), en la que no estuvo presente pues andaba por tierras de Palencia, trató, al parecer, de exiliarse en Francia, pero a principios de agosto fue detenido en Espinosa de Cervera (Burgos) por unos alguaciles que perseguían a un bandido. Conducido a Reinosa fue reconocido por el corregidor de Béjar y, llevado a Burgos, fue juzgado y condenado a muerte, siendo ejecutado el 19 de agosto. En el momento de su detención llevaba dos caballos, una mula, una acémila, un sayón de terciopelo, un jubón de lo mismo y otro de damasco, ropa blanca, una capa de martas, 150 reales, alhajas y otras muchas menudencias que se dieron como recompensa al corregidor que lo reconoció. Exceptuado del perdón real como «prencipal traidor e tirano», a quien los vallisoletanos seguían «como profeta de maldad», la sentencia que lo condenaba a morir decapitado decía de él que había sido «uno de los más prençipales ynventores de la rreprobada Junta qu'estaba en la villa de Tordesyllas [...] procurando diminuyr nuestro estado e çetro rreal e de los cavalleros e personas que seguían nuestro servicio, a quien él e los otros sus consortes façian guerra». Para Pedro Mártir de Anglería, Saravia, «amante de novedades» y embustero «calabazo», encarnaba mejor que nadie el espíritu de la mediana nobleza reformista que, inevitablemente enfrentada a los grandes, «imagínanse que han de ser los arquitectos de la grandeza de Castilla. Propalan frases hechas contra el condestable, el conde de Benavente y otros notables, jactándose de que los verán pidiendo limosna antes de la siega, según unos, y antes de la vendimia según otros».
Viudo de Francisca de Mendoza, dejaba cuatro hijos mayores y otros menores en número indeterminado que interpusieron pleito contra el fiscal para recuperar el patrimonio familiar, estimado en unos diez mil ducados entre bienes propios y gananciales, lo que justificaba que se lo tuviese por «caballero rico». Otro hijo, de nombre Juan de Saravia, había participado como militar con cierta significación en el bando rebelde y quizá muriese en el campo de batalla, pues no se le nombraba ya en el citado pleito.